# Kreuzberg Tower

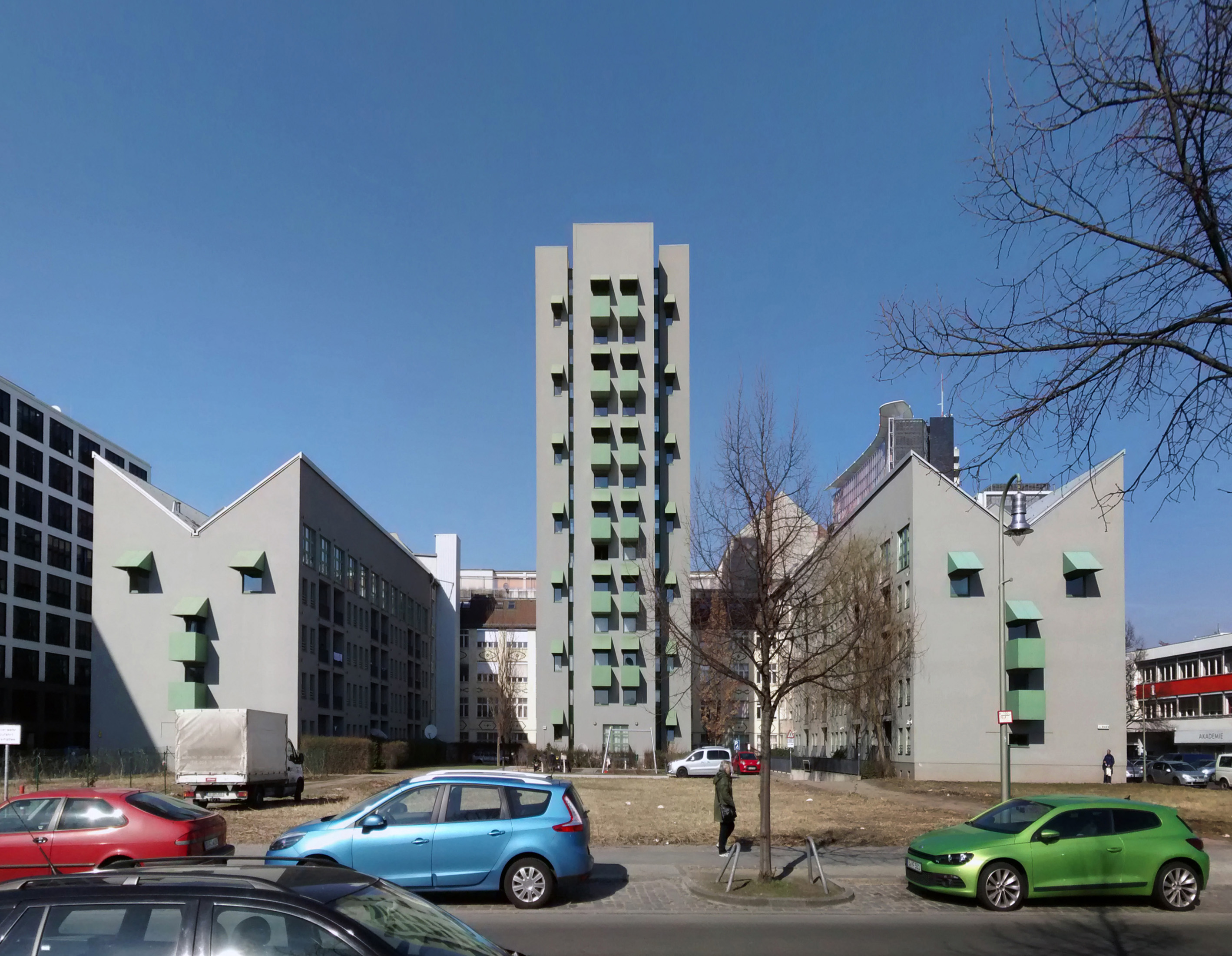
Kreuzberg Tower mit Flügelbauten (2015)

Der Kreuzberg Tower bzw. Kreuzberg-Turm ist ein Wohngebäude an der Charlottenstraße 97a Ecke Besselstraße im Berliner Ortsteil Kreuzberg. Das Gebäude wurde im Zuge der Internationalen Bauausstellung 1987 errichtet und gilt als eines der Hauptwerke.

## Konzeption und Erstellung
Konzipiert wurde der Bau von dem amerikanischen Architekten John Hejduk der zu den New York Five gehörte in Partnerschaft mit dem Berliner Architekten Moritz Mueller. Der Kreuzberg-Turm ist neben zwei weiteren Bauten im Bezirk Steglitz-Zehlendorf und in Tegel eines der wenigen realisierten Gebäude von Hejduk.
Das Bauensemble besteht aus einem 14-geschossigen Turmbau in dem Ateliers untergebracht sind und zwei angrenzenden Flügeln, die als Wohngebäude fungieren. Die 55 Wohnungen wurden 1988 bezogen. Für die Flügel wurden Schmetterlingsdächer konzipiert. Das Gebäude wurde ursprünglich für den sozialen Wohnungsbau in Berlin errichtet.
Der Komplex des Kreuzberg Towers ist bezeichnend für Hejduks späte Entwürfe, die sich entgegen der damaligen postmodernen Vorstellungen vor allem durch ihre einfachen geometrischen Formen sowie eine auf Grau- und Grüntöne reduzierte Farbpalette auszeichnen. Noch heute wird der Komplex mit dem Kreuzberg-Tower häufig von Architekturstudenten besichtigt.

## Entwicklung
Umbaupläne führten 2010 zu Kontroversen. Aufgrund von Petitionen von Architekten aus dem In- und Ausland wie Peter Eisenman, Daniel Libeskind, Jan Kleihues und Matthias Sauerbruch wurden die Umbaupläne grundlegend abgeändert.

## Bildergalerie

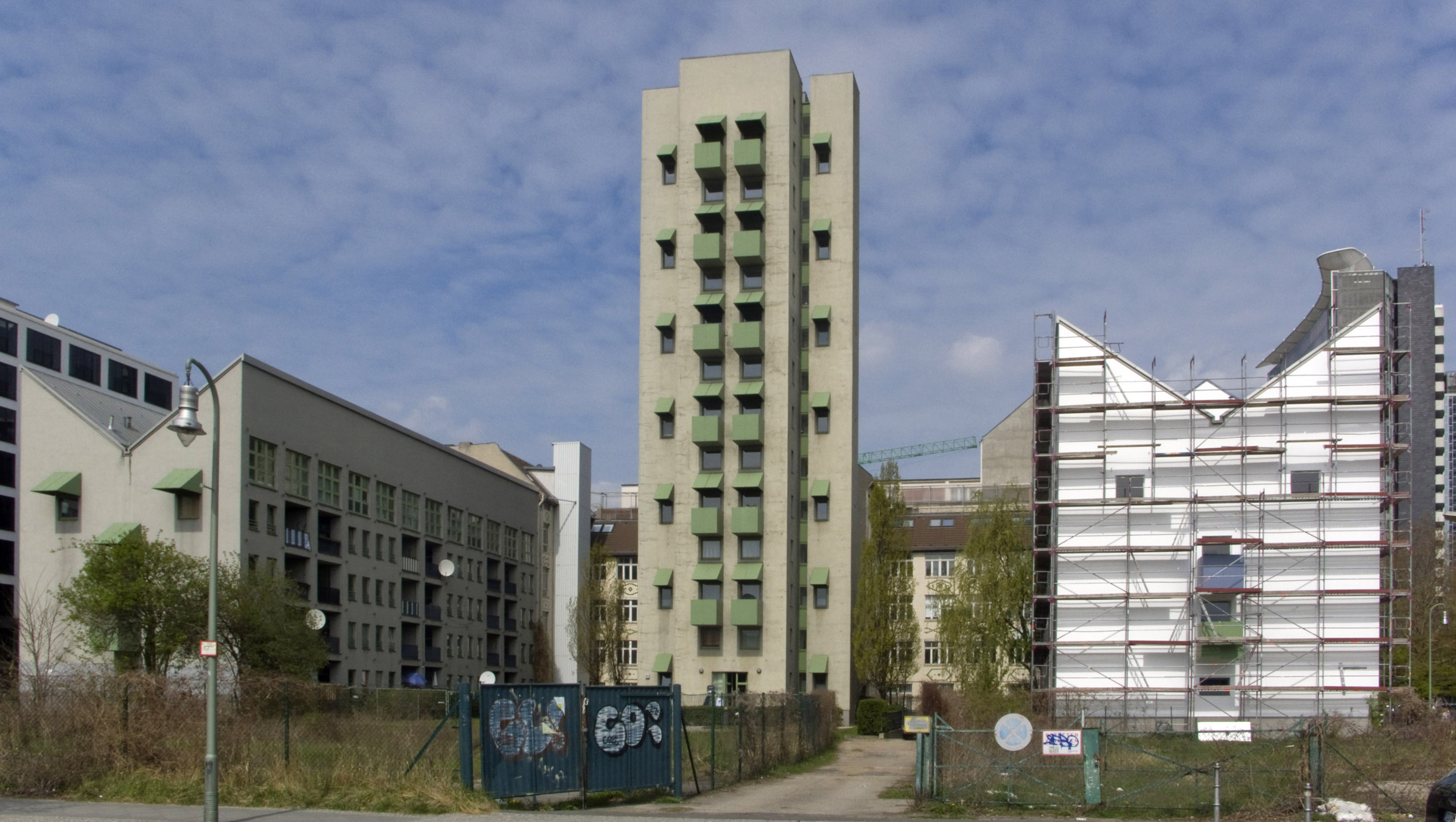
Teilweise Ausführung eines Anstrichs mit weißer Farbe, April 2010
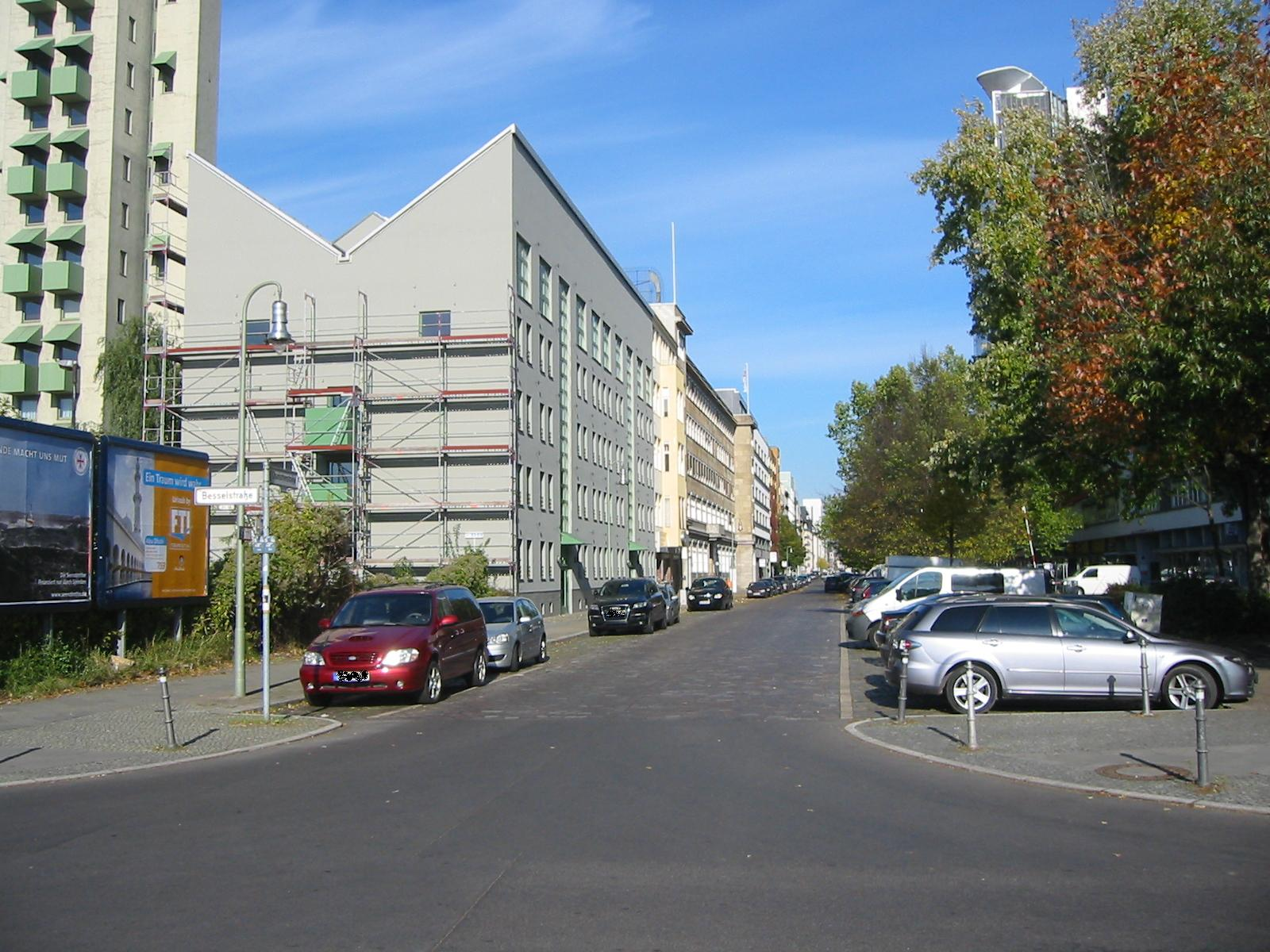
Erneuter Anstrich mit der ursprünglichen Farbe, Oktober 2010